# Changchun
Changchun (xinès tradicional: 長春, xinès simplificat: 长春, pinyin: Chángchūn, literalment 'Llarga Primavera') és la capital de la província de Jilin, a la República Popular de la Xina. Situada al centre de la plana de Songliao, Changchun s'administra com una ciutat sub-provincial, que comprén 7 districtes, 1 comtat i 3 ciutats a nivell de comtat. Segons el cens de la Xina del 2010, Changchun tenia una població total de 7.674.439 habitants. L'àrea metropolitana de la ciutat, que consta de 5 districtes i 4 àrees de desenvolupament, tenia 3.815.270 el 2010, ja que els districtes de Shuangyang i Jiutai encara no estan urbanitzats. És una de les ciutats més grans del nord-est de la Xina, juntament amb Shenyang, Dalian i Harbin. A la ciutat conviuen més de trenta ètnies diferents, entre les quals cal destacar els han, els hui, els manxús i els mongols.
El clima de la ciutat és monsònic continental, humit, amb una temperatura mitjana anual situada al voltant dels 4,8 °C, motiu per la qual se la coneix com la ciutat de l'eterna primavera, amb quatre estacions ben diferenciades entre si. A causa de la seua situació, la ciutat només resta lliure del gel durant una mitjana de 150 dies a l'any.
Entre 1932 i 1945, Changchun va ser rebatejada com a Hsinking (xinès simplificat i tradicional: 新京, pinyin: Xīnjīng, literalment 'Nova capital') per l'Exèrcit de Kwantung, ja que es va convertir en la capital de l'estat titella imperial japonés de Manchukuo, ocupant el nord-est de la Xina moderna. Després de la fundació de la República Popular de la Xina el 1949, Changchun es va establir com a capital provincial de Jilin el 1954.
Coneguda com la Ciutat dels Automòbils de la Xina, Changchun és una base industrial important amb un enfocament particular en el sector de l'automoció. A causa del seu paper clau en la indústria de l'automòbil nacional, de vegades es coneixia Changchun com el Detroit de la Xina. A banda de l'aspecte industrial, Changchun també és una de les quatre Ciutats Jardí Nacionals atorgades pel Ministeri de Construcció de la República Popular de la Xina l'any 2001 a causa de l'alta taxa d'ambientalització urbana.
Changchun també és una de les 40 millors ciutats del món per a l'investigació científica, segons el seguiment de l'Índex Nature del 2020. La ciutat és la llar de diverses universitats importants, en particular la Universitat de Jilin i la Universitat Normal del Nord-est, membres de les prestigioses universitats de la Xina al Projecte 211.

## Història
La fundació de Changchun se situa pels volts de l'any 1800, amb el govern de la dinastia Qing. Changchun es va establir inicialment per decret imperial com un xicotet lloc comercial i poble fronterer durant el regnat de l'emperador Jiaqing, de la dinastia Qing. Les activitats comercials consistien principalment de pells i altres productes naturals en el període inicial. El 1800, l'emperador Jiaqing va seleccionar un xicotet poble a la riba est del riu Yitong i el va anomenar Changchun Ting.
A finals del segle xviii, els camperols de províncies superpoblades com Shandong i Hebei van començar a establir-se a la regió. El 1889, el poble va ser promogut a ciutat, sent coneguda com Changchun Fu.

### Era del ferrocarril
El maig de 1898 es va establir la primera estació de ferrocarril de Changchun, situada a Kuancheng, com a part del ferrocarril de Harbin a Lüshun (la branca sud del ferrocarril oriental xinés), construïda per l'Imperi Rus.

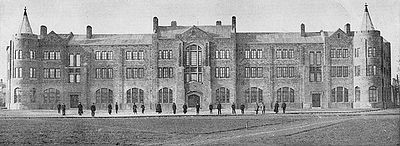
Oficina del ferrocarril de Manxúria del Sud de Changchun

Després de la pèrdua per part de Rússia de la secció més al sud de la branca com a conseqüència de la guerra russo-japonesa de 1904-1905, l'estació de Kuancheng es va convertir en l'última estació russa de la línia. La següent estació, a poca distància al sud, fou la nova estació japonesa de Changchun, sent alhora en la primera estació del ferrocarril de Manxúria del Sud, que ara posseïa totes les vies en direcció al sud, fins a Lüshun, que van tornar a calibrar a l'amplària estàndard.
Un acord especial rus-japonés de 1907 preveia que les vies d'ample rus continuarien des de l'estació rusa de Kuancheng fins a l'estació japonesa de Changchun, i viceversa. Les vies de l'ample adaptat pel ferrocarril de Manxúria del Sud continuarien des de l'estació de Changchun fins a l'estació de Kuancheng.
Entre 1910 i 1911 es va produir una epidèmia de pesta pneumònica als voltants de Manxúria, coneguda com a pesta de Manxúria. Va ser el pitjor brot de pesta pneumònica registrat mai que es va estendre pel ferrocarril transmanxurià des del port de comerç fronterer de Manzhouli. La gran pandèmia de pesta pneumònica de Manxúria i Mongòlia que finalment va causar 60.000 víctimes.

### Urbanisme i desenvolupament de 1906 a 1931

Mapa urbanístic de Changchun, 1932

El Tractat de Portsmouth va posar fi formalment a la guerra russo-japonesa i va comportar la transferència i assignació al Japó el 1906 del ferrocarril entre Changchun i Port Arthur, i totes les seues branques.
En constatar la importància estratègica de la ubicació de Changchun respecte al Japó, la resta de la Xina i Rússia, el govern japonés va enviar un grup de planificadors i enginyers a Changchun per determinar el millor lloc per a una nova estació de ferrocarril.
Sense el consentiment del govern xinés, el Japó va comprar o confiscar als agricultors locals el terreny on s'havia de construir l'estació de ferrocarril de Changchun com a centre de les àrees afiliades al ferrocarril de Manxúria del Sud. Per tal de convertir Changchun en el centre d'extracció dels recursos agrícoles i minerals de Manxúria, el Japó va desenvolupar un projecte per a Changchun i va invertir molt en la construcció de la ciutat.
A principis de 1907, com a preludi i preparació per a la invasió i ocupació de la Xina, el Japó va iniciar el programa de planificació de les àrees afiliades al ferrocarril de Manxúria del Sud, que incorporava característiques colonials distintives. La ideologia rectora del disseny global va ser construir una ciutat colonial d'alt nivell amb instal·lacions sofisticades, múltiples funcions i una gran escala.
En conseqüència, uns 7 milions de iens de mitjana es van destinar any rere any per a la planificació urbana i la construcció durant el període 1907-1931.
El pla integral era garantir la comoditat requerida pels empleats japonesos dels ferrocarrils de Manxúria, construir Changchun en una base per al control japonès de tota Manxúria per tal de proporcionar un contrapés efectiu a Rússia en el nord-est de la Xina.
El paper de la ciutat com a nucli ferroviari es va subratllar en la planificació i construcció. Amb els termes convencionals de patró de quadrícula, es van tallar dos bulevards geoplagiotròpics cap a l'est i cap a l'oest des de la gran plaça de la nova estació de ferrocarril. Els dos bulevards van ajudar a formar dos interseccions amb els prototips en quadrícula, que van conduir a dos cercles de Sud i Oest. Els dos nuclis subcívics van servir d'eixos sobre els quals es van encendre huit vies radials que van prendre la forma d'una estructura sectorial.
Amb la nova estació de ferrocarril de Changchun com a centre, el pla urbà va dividir les àrees afiliades al ferrocarril de Manxúria del Sud en diverses àrees especificades: barris residencials 15%, comerç 33%, magatzem de cereals 19%, fàbriques 12%, entreteniment públic 9% i òrgans administratius (incloent un guarnició japonesa) 12%. Cada bloc dotava l'estació amb serveis de suport i sistemàtics depenent de les seues pròpies funcions.
Mentrestant, es va establir un sistema integral de poder judicial i policia militar que era totalment independent del govern de la República de la Xina. Això explica la naturalesa generalitzada de les instal·lacions militars dins de l'àrea de construcció urbana de 3.967 km2 (1.532 sq mi), com la guarnició del ferrocarril, la gendarmeria i el departament de policia, amb unes 18 comissaries locals.
Changchun es va expandir ràpidament com la cruïlla entre el ferrocarril de Manxúria del Sud de propietat japonesa i el ferrocarril Oriental de la Xina de propietat russa, mantenint-se el punt de trencament d'ample entre els amples russos i estàndard als anys trenta.

### Manchukuo i la Segona Guerra Mundial
El 10 de març de 1932 es va establir a Changchun la capital de Manchukuo, un estat titella controlat pel Japó a Manxúria. La ciutat va ser rebatejada llavors com a Hsinking el 13 de març. L'emperador Puyi va residir al Palau Imperial, que ara és el Museu del Palau Imperial de l'Estat Titella de Manchukuo. Durant el període de Manchukuo, la regió va experimentar una dura repressió, una guerra brutal contra la població civil, reclutament i treball forçat i altres brutalitats del govern patrocinat pel Japó; al mateix temps es va produir una ràpida industrialització i militarització. Hsinking era una ciutat ben planificada amb àmplies avingudes i obres públiques modernes, i la ciutat va experimentar una ràpida expansió tant en l'economia com pel que fa a la infraestructura. Molts dels edificis construïts durant l'època colonial japonesa encara es mantenen actualment, incloent-hi els de les huit oficines principals de Manchukuo, així com el Quarter General de l'Exèrcit japonés de Kwantung.

#### Construcció de Hsinking

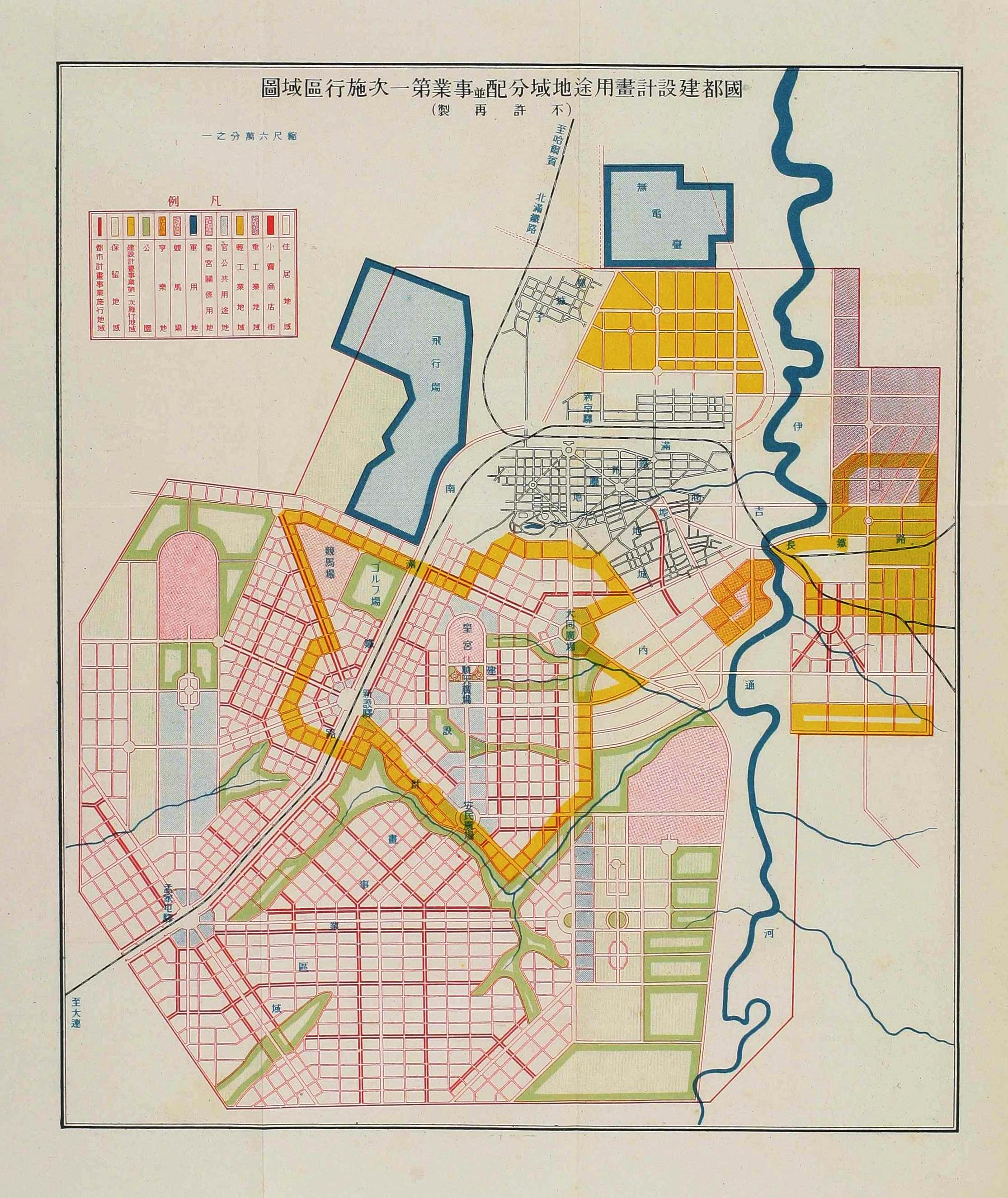
Mapa del pla director de Hsinking (1934)

Hsinking era l'únic municipi controlat directament a Manchukuo després de l'incorporació de Harbin a la jurisdicció de la província de Binjiang. El març de 1932, la Divisió d'Inspecció del Ferrocarril de Manxúria del Sud va començar a elaborar el Pla Metropolità de Gran Hsinking. L'Oficina de construcció de capital, que estava directament controlada pel Consell d'Estat de Manchukuo es va establir per a assumir la responsabilitat total de la formulació i l'aplicació del pla. Kuniaki Koiso, el cap d'estat major de l'exèrcit de Kwantung, i Yasuji Okamura, el vicecap d'estat major, van finalitzar un pla amb una zona de construcció de 200 km2 (77 sq mi). El Pla Metropolità del Gran Hsinking va estar influenciat pel pla de renovació de París al segle xix, el moviment de les ciutats jardí i les teories de la planificació i disseny de les ciutats americanes als anys vint. El pla de desenvolupament de la ciutat incloïa una àmplia plantació d'arbres. El 1934, Hsinking era coneguda com la capital forestal amb la construcció del parc Jingyuetan, que ara és la plantació més gran de la Xina i una àrea recreativa classificada AAAA.
D'acord amb el Pla Metropolità de Gran Hsinking, l'àrea urbanitzada del govern per a serveis públics (incloent el Palau Imperial, les oficines governamentals, les carreteres, els parcs i els terrenys esportius) a Hsinking era de 47 km2 (18 sq mi), mentre que l'àrea de desenvolupament residencial, comercial i industrial estava previst que ocupara 53 km2 (20 sq mi). Tanmateix, la població de la ciutat va superar la predicció de 500.000 habitants el 1940. El 1941, l'Oficina de Construcció de Capitals va modificar el pla original, que va ampliar l'àrea urbana a 160 km2 (62 sq mi) . El nou pla també es va centrar en la construcció de ciutats satèl·lit al voltant de la ciutat amb una planificació de 200 m2 (2,200 sq ft) de terra per càpita. Com a efecte de la guerra, el Pla Metropolità del Gran Hsinking va romandre inacabat. El 1944, l'àrea urbana urbanitzada de Hsinking va arribar als 80 km2 (31 sq mi), mentre que la superfície destinada a l'enverdiment va arribar als 70.7 km2 (27.3 sq mi). Com que l'orientació de la ciutat de Hsinking era a ser un centre administratiu i de comandament militar, els terrenys per a ús militar van superar la xifra inicialment prevista del 9 per cent, mentre que només s'havia desenvolupat durant aquell període la indñustria lleugera, incloent les indústries d'embalatge, tabac i la fabricació de paper. El Japó també controlava el sistema policial d'Hsinking, en lloc del govern de Manchukuo. Els principals oficials de la policia de Hsinking eren tots d'ètnia japonesa.
La població de la ciutat també va experimentar un ràpid creixement després de ser establerta com a capital de Manchukuo. Segons el cens de l'any 1934, fet per la policia, al terme municipal de la ciutat hi vivien 141.712 habitants. El 1944 la població de la ciutat havia augmentat a 863.607, amb 153.614 colons japonesos. La gran quantitat de població va convertir Hsinking en la tercera ciutat metropolitana més gran de Manchukuo després de Mukden i Harbin.

#### Agents de guerra química japonesa
El 1936, els japonesos van establir la Unitat 100 per tal de desenvolupar armes biològiques, encara que el propòsit declarat de la unitat era el dur a terme investigacions sobre malalties originades en animals. Durant la Segona Guerra Xino-japonesa i la Segona Guerra Mundial, la seu de la Unitat 100 es trobava al centre de la ciutat, baix el comandament del veterinari Yujiro Wakamatsu. La instal·lació va estar involucrada en la investigació de vacunes animals per a protegir els recursos japonesos i, especialment, la guerra biològica. Les malalties es van provar per utilitzar-les contra cavalls i altres bestiar soviètics i xinesos. A més d'estes proves, la Unitat 100 va formar una fàbrica de bacteris per a produir els patògens que necessitaven unitats. En aquella instal·lació també es van fer proves de sabotatge biològic, des de verins fins a la destrucció química dels cultius.

### Setge de Changchun

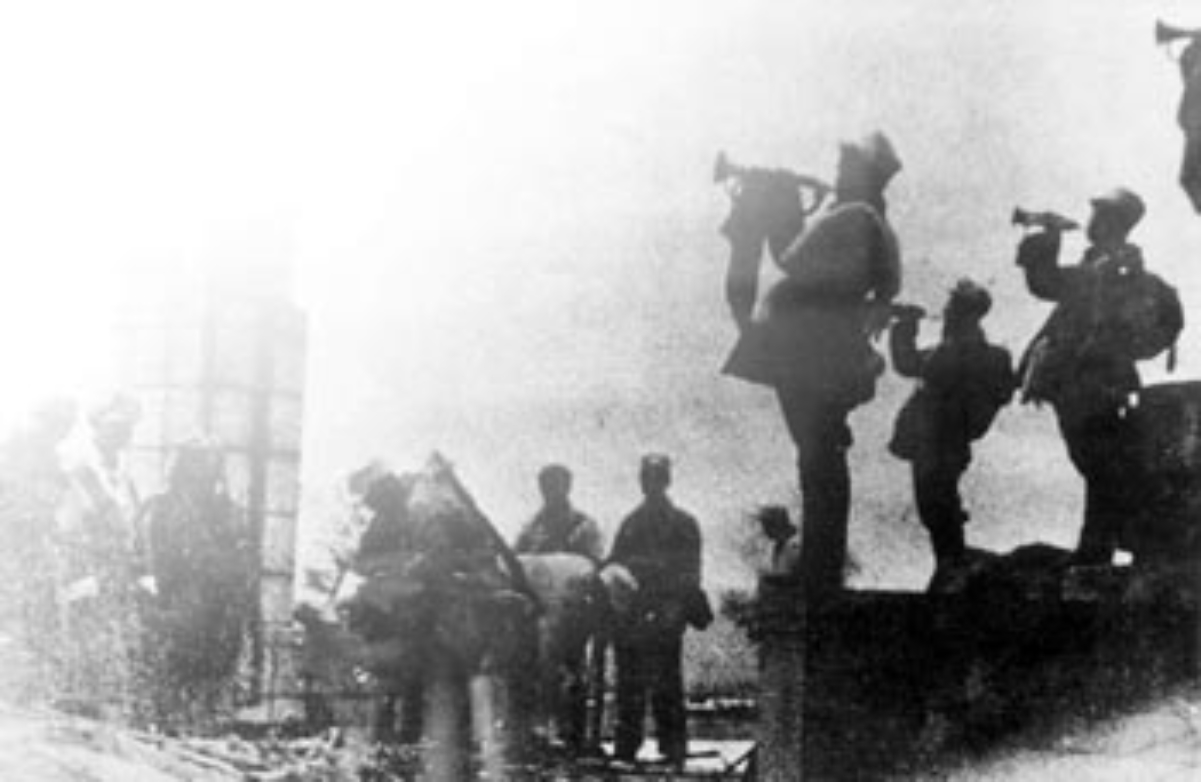
L'Exèrcit Popular d'Alliberament entra a Changchun

El 20 d'agost de 1945 la ciutat va ser capturada per l'Exèrcit Roig Soviètic i recupera el nom de Changchun. Els russos van mantindre una presència a la ciutat durant la guerra civil xinesa i fins al 1956.
Les forces del Kuomintang van ocupar la ciutat el 1946, però no van poder mantindre el control del camp contra l'Exèrcit Popular d'Alliberament. La ciutat va caure en mans dels comunistes el 1948 després del setge de Changchun, de cinc mesos de durada. Entre el 10 i el 30 per cent de la població civil va morir de fam durant el setge; amb estimacions que oscil·len entre 150.000 i 330.000. Segons Andrew Jacobs, del New York Times, el govern xinés evita esmentar el setge, fent referència també a llibres com Xuebai xuehong, escrit pel tinent-coronel Zhang Zhenglong el 1989, i que causà una gran polèmica en ser publicat. Tot i que no és un tema popular a la Xina, a l'Arxiu Provincial de Jilin es guarda documentació del setge, i des de 2010 s'han posat en contacte amb els hereus dels soldats de l'Exèrcit Nacional Revolucionari per a facilitar-los documentació i objectes personals.
Per la seua banda, l'exèrcit roig de la Unió Soviètica mantindria presència a la ciutat fins al 1956.

### República Popular

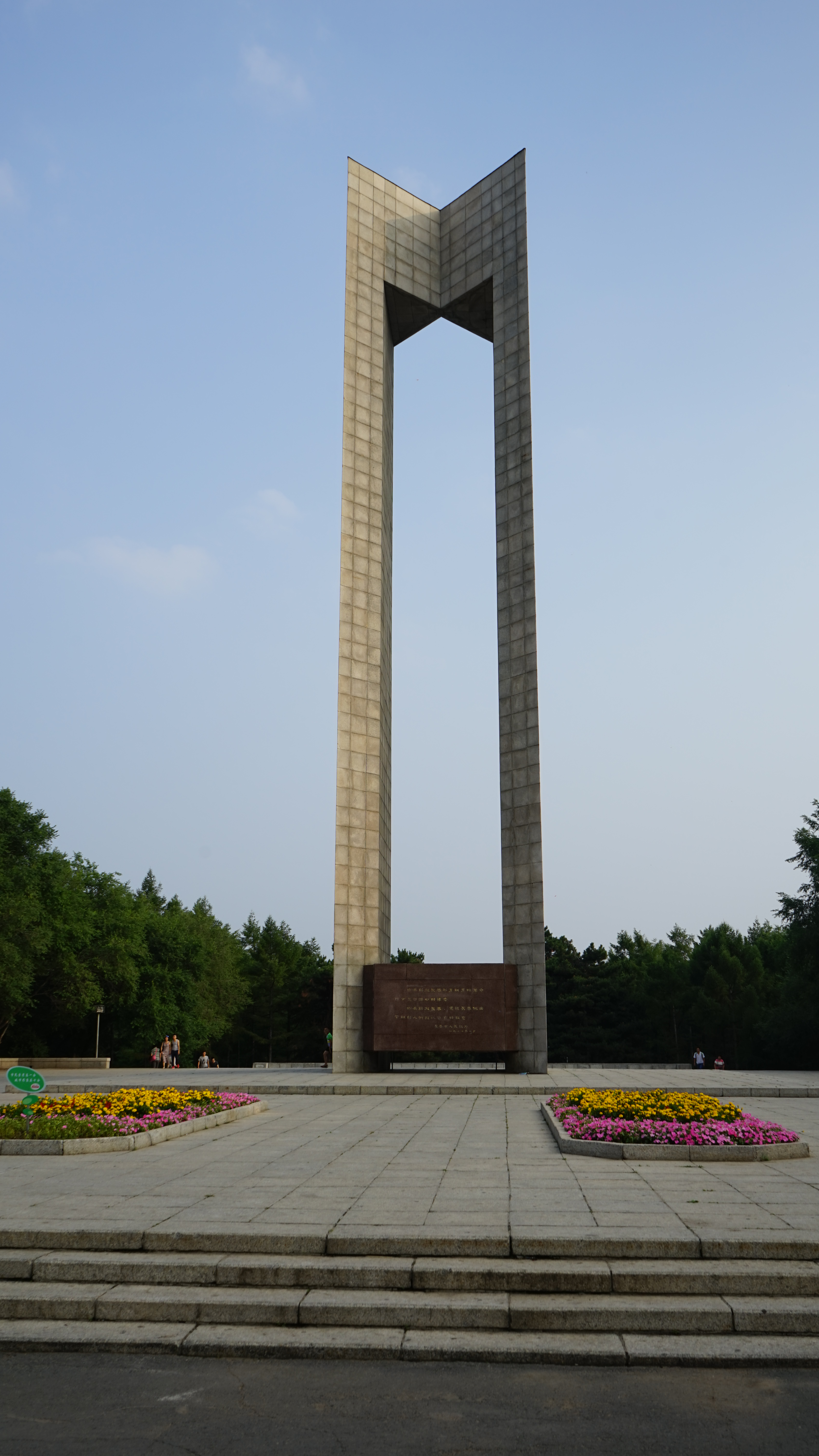
Monument a l'Alliberament de Changchun

Changchun es va convertir en la capital de Jilin el 1954. En la dècada del 1950 s'estableix l'Estudi de cinema de Changchun, que seria el bressol del cinema a la República Popular, i el lloc on es feien les millors pel·lícules de l'època, tot i que amb un contingut marcadament ideològic inspirat en les converses de Yan'an.
L'estudi és el responsable de les set primeres pel·lícules de la Xina Popular, sent el lloc on es dobla la primera pel·lícula estrangera, la producció russa Matróssov. Així mateix, el 1957 també feren la primera coproducció sinosoviètica, Vent de l'est, amb Mosfilm.
Amb la Revolució Cultural, la producció baixa radicalment, normalitzant-se les coses a partir del 1973, any en què sols es produeixen quatre pel·lícules. Amb la tornada a la normalitat, tanmateix, les pel·lícules de l'estudi comencen a ser criticades des de cercles intel·lectuals com a passades de moda.
La importància del cinema a la ciutat és elevada, i des del 1992 se celebra el Festival de Cinema de Changchun, i també existeix un museu i un parc d'atraccions dedicats al seté art.
També a la dècada de 1950, Changchun va ser designada per convertir-se en el centre de la indústria de l'automòbil de la Xina. La construcció de First Automobile Works (FAW) va començar el 1953, i la producció del camió Jiefang CA-10, basat en el ZIS-150 soviètic, va començar el 1956. La Unió Soviètica va prestar assistència durant els primers anys, proporcionant suport tècnic, ferramentes i maquinària de producció. El 1958, FAW va introduir les famoses limusines Hongqi.
A partir de la dècada del 1980, la ciutat creix, i es produeix una renovació de la mateixa. El 1992 desapareix l'antiga estació de tren de Changchun, sent substituïda per la nova un any després, i s'alça el Changchun Jinzuo.

## Geografia

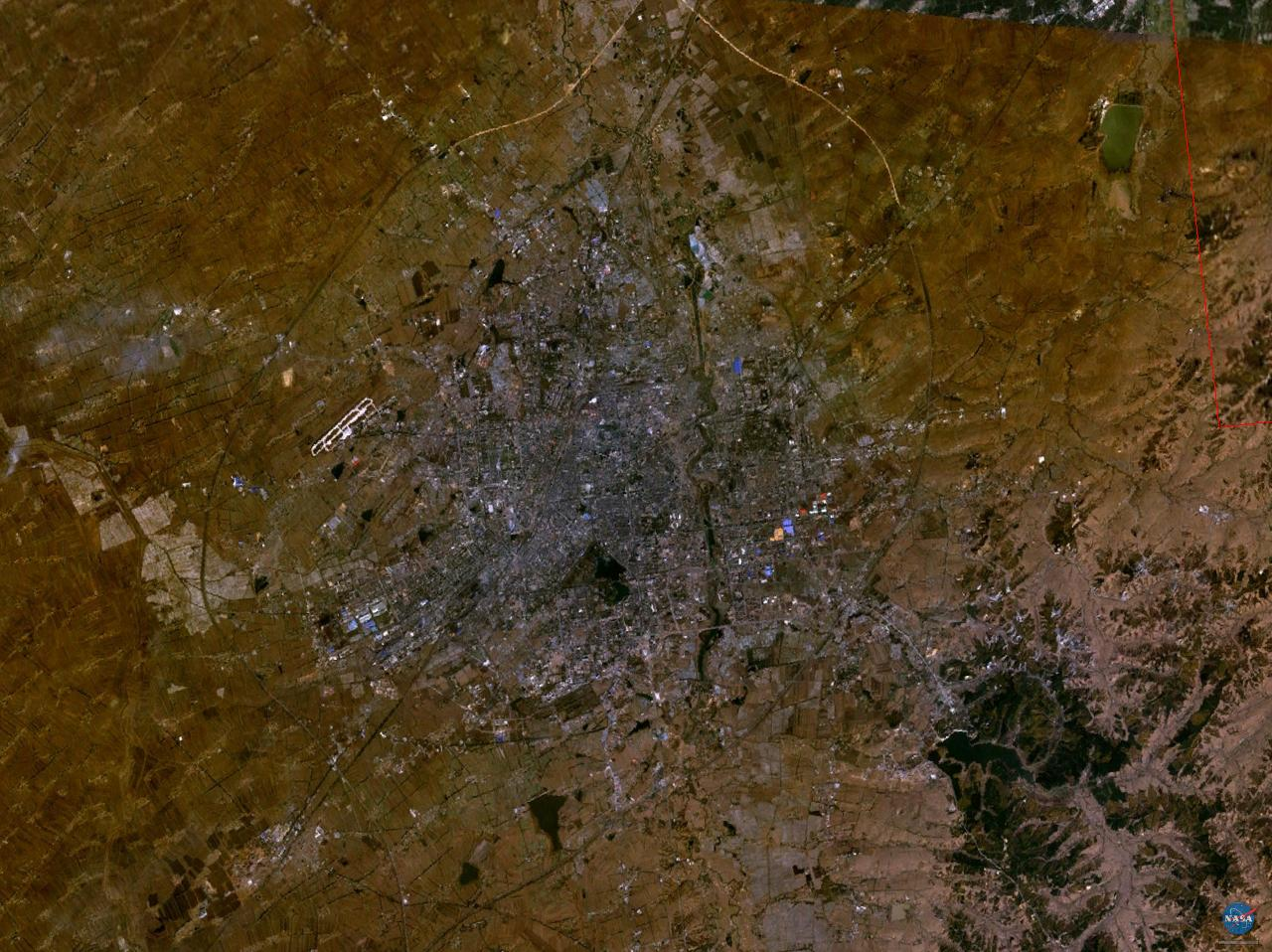
Changchun i rodalia, captura de pantalla de la NASA World Wind, 18-05-2005

Changchun es troba a la part mitjana de la plana del nord-est de la Xina. L'àrea del municipi es troba a la latitud 43° 05′−45° 15′ N i la longitud 124° 18′−127° 02' E. L'àrea total del municipi de Changchun és de 20,571 km2 (7,943 sq mi), incloses les àrees metropolitanes de 2,583 quilometres quadrats (997 sq mi) i una àrea pròpia de la ciutat de 159 km2 (61 sq mi). La ciutat està situada a una altitud moderada, que oscil·la entre 250 a 350 metres (820 a 1,150 ft) de la regió administrativa. A la part oriental de la ciutat, hi ha una xicoteta zona de muntanyes baixes, la muntanya Laodaodong, que té una altitud de 711 metres, la més alta. La prefectura de Changchun conté 222 rius i llacs. El riu Yitong, un afluent del riu Songhua, travessa la ciutat.

### Clima
Changchun té un clima continental humit de quatre estacions, influït pel monsó (Köppen Dwa). Els hiverns són llargs (de novembre a març), freds i ventosos, però secs, a causa de la influència de l'anticicló siberià, amb una temperatura mitjana de gener de −14.7 °C (5.5 °F). La primavera i la tardor són períodes de transició lleugerament curts, amb algunes precipitacions, però solen ser secs i ventosos. Els estius són calorosos i humits, amb un vent dominant del sud-est a causa del monsó d'Àsia oriental; La mitjana de juliol és de 23.2 °C (73.8 °F). La neu sol ser lleugera durant l'hivern i les pluges anuals es concentren molt de juny a agost. Amb un percentatge mensual de sol possible que oscil·la entre el 47 per cent al juliol i el 66 per cent al gener i febrer, un any típic tindrà unes 2.617 hores de sol i un període sense gelades de 140 a 150 dies. Les temperatures extremes han oscil·lat entre −33.0 °C (−27 °F) a 35.7 °C (96 °F).

## Divisions administratives

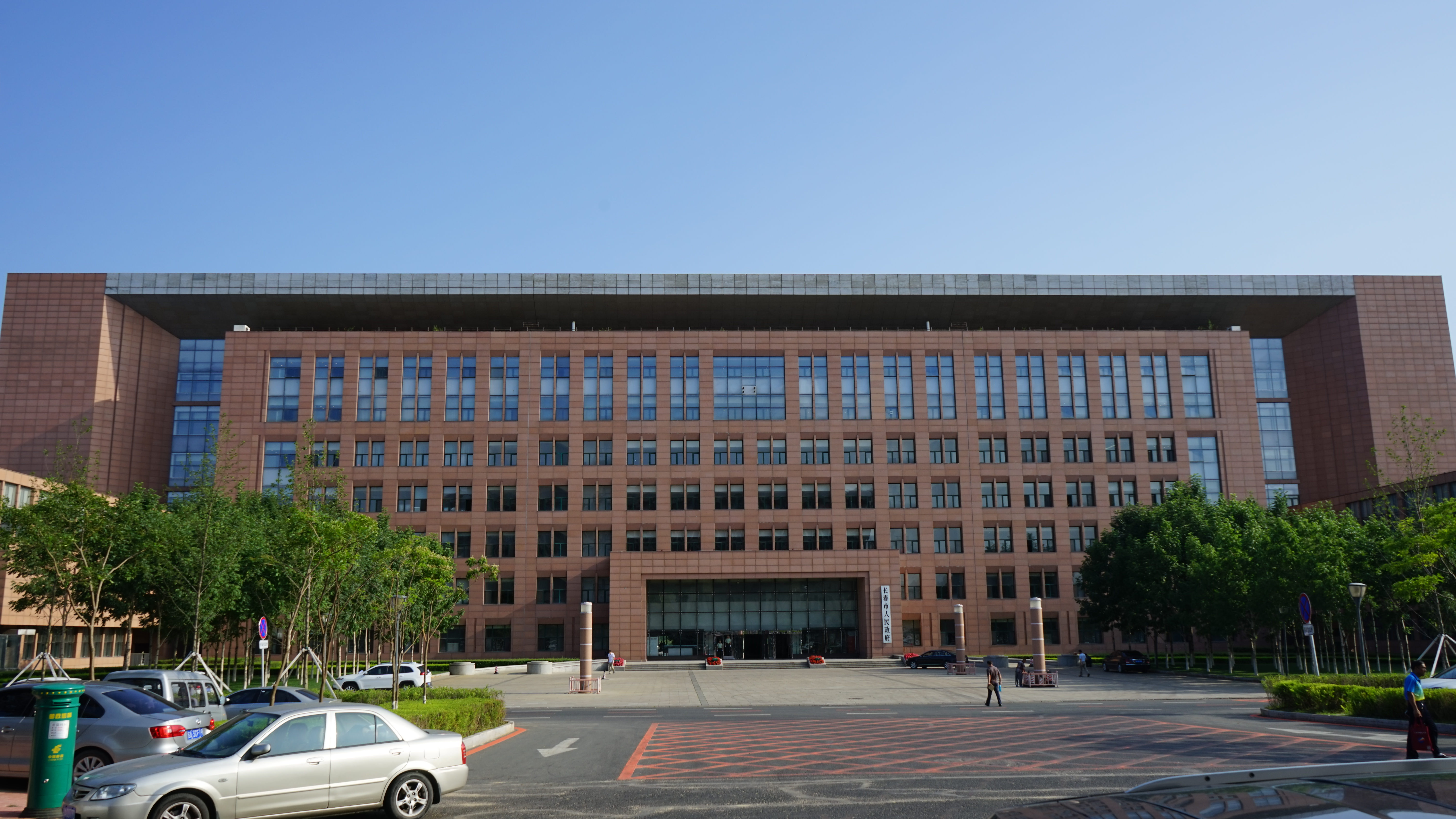
Govern popular de la ciutat de Changchun

La ciutat subprovincial de Changchun té jurisdicció directa sobre 7 districtes, 3 ciutats a nivell de comtat i 1 comtat.
- Districte Chaoyang (朝阳区)
- Districte Nanguan (南关区)
- Districte Kuancheng (宽城区)
- Districte Erdao (二道区)
- Districte Luyuan (绿园区)
- Districte Shuangyang (双阳区)
- Ciutat Dehui (德惠市)
- Ciutat Jiutai (九台市)
- Ciutat Yushu (榆树市)
- Comtat Nong'an (农安县)

## Demografia
Segons el sisé cens de la Xina, la població total de la ciutat de Changchun va arribar als 7.677.000 habitants el 2010. Les estadístiques del 2011 estimaven que la població total era de 7,59 milions. La taxa de natalitat era del 6,08 per mil i la taxa de mortalitat del 5,51 per mil. L'àrea urbana tenia 3,53 milions de persones. El 2010, la proporció de sexes de la població de la ciutat era de 102,10 homes per 100 dones.

### Grups ètnics
Com a la majoria del nord-est de la Xina, la composició ètnica de Changchun és predominantment de nacionalitat han (96,57%), amb diverses altres nacionalitats.

## Cultura

### Dialecte
El dialecte més parlat a Changchun és el mandarí del nord-est, que s'origina de la barreja de diverses llengües parlades per immigrants de Hebei i Shandong. Després, arran de l'establiment la República Popular, el ràpid creixement econòmic a Changchun va atraure una gran quantitat d'immigrants de diversos llocs, de manera que el dialecte del nord-est parlat a les zones urbanes de Changchun és més proper al xinés mandarí que al de les zones rurals perquè els immigrants tenien un gran impacte en el dialecte del nord-est parlat a les zones urbanes.
Com a capital de la província de Jilin, a Changchun és famós l'errenzhuan, una representació a dos on es combina el cant, la dansa i la narració còmica.

### Religió
A Changchun hi ha cinc religions principals: el budisme, el taoisme, el catolicisme, el protestantisme (anomenat localment "cristianisme") i l'islam. Hi ha 396 llocs aprovats pel govern per a activitats religioses i serveis de culte.
Els temples de Changchun inclouen el temple de Changchun Wanshou, el temple de Baoguo Prajna, el temple de Baiguo Xinglong, el temple de Pumen, el temple del Gran Buda, el temple de Changchun, l'església catòlica de Changchun, l'església cristiana de Changchun West Wuma Road i la mesquita de la ciutat de Changchun.
El xamanisme havia circulat al nord-est de la Xina durant l'antiguitat i molts manxús en creien. Ara el xamanisme i l'estudi del mateix s'han convertit en un important patrimoni cultural de la regió.

### Llocs d'interés
El Museu Provincial de Jilin, un museu nacional de primer grau, es troba a Changchun. El museu es va traslladar a Changchun des de la ciutat de Jilin després de la transferència de la seu del govern provincial. Originalment estava situat al centre del nucli antic, però, després de nou anys de construcció, el 2016 es va acabar un nou edifici per a les col·leccions del museu als afores de la ciutat, al districte de Nanguan, a prop del parc Jingyuetan. Badabu és el conjunt d'edificis dels antics huit ministeris de Manchukuo, que recentment s'ha convertit en un lloc destacat per la seua arquitectura única combinada xinesa, japonesa i manxuriana.
La plaça de la cultura, travessada pel riu Yutong, és la segona més gran del món per darrere de Tian'an men. El parc més gran de la ciutat és el llac del sud.

### Gastronomia
Entre els plats més famosos, destaquen el pollastre al ginseng, així com alguns plats de la cuina coreana.

## Economia
Changchun va assolir un producte interior brut (PIB) de 332.900 milions de RMB el 2010, el que representa un augment del 15,3% interanual. La producció de la indústria primària va augmentar un 3,3 per cent fins als 25.270 milions de RMB. La producció de la indústria secundària va experimentar un augment del 19,0%, arribant als 171.990 milions de RMB, mentre que la producció de la indústria terciària va augmentar un 12,6% fins als 135.640 milions de RMB. El PIB per càpita de Changchun va ser de 58.691 ¥ el 2012, la qual cosa equival a 9.338 dòlars. El PIB de Changchun el 2012 va ser de 445.660 milions de RMB i va augmentar un 12,0 per cent en comparació amb el 2011. La indústria primària va créixer un 4,3 per cent fins a 31.710 milions de RMB. La indústria secundària va augmentar en 229.190 milions de RMB, la qual cosa suposa un augment del 13,1% interanual. La indústria terciària de Changchun el 2012 va créixer un 11,8 per cent i va augmentar en 184.760 milions de RMB.

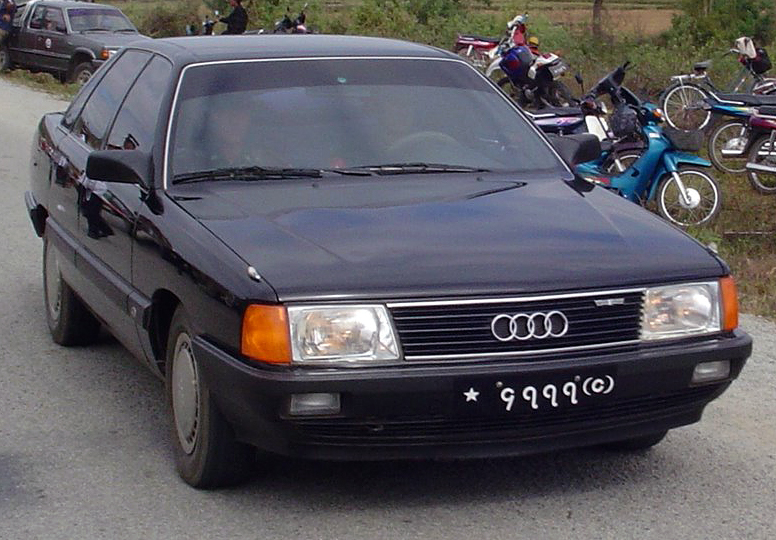
Un Audi 100 fabricat per FAW.

Les principals indústries de la ciutat són la producció d'automòbils, el processament de productes agrícoles, els productes biofarmacèutics, l'electrònica fotogràfica, els materials de construcció i la indústria energètica. Changchun és el centre de fabricació, investigació i desenvolupament d'automòbils més gran de la Xina, produint el 9 per cent dels automòbils del país el 2009. Changchun és la llar del grup First Automotive Works, el fabricant de vehicles més gran de la Xina, que va fabricar el primer camió xinés el 1956 i el primer cotxe el 1958. Les fàbriques d'automòbils i els habitatges i serveis associats ocupen una part substancial de l'extrem sud-oest de la ciutat. Les marques específiques produïdes a Changchun inclouen la marca de luxe Hongqi, així com empreses conjuntes amb Audi, Volkswagen i Toyota. El 2012, FAW va vendre 2,65 milions d'unitats d'automòbils. Els ingressos per vendes de FAW van ascendir a 408.460 milions de RMB, la qual cosa representa un augment del 10,8% respecte a l'any anterior. Com a bressol de la indústria de l'automòbil, un dels sobrenoms més coneguts de Changchun és "Detroit de la Xina".
La fabricació d'instal·lacions de transport i maquinària també es troba entre les principals indústries de Changchun. El 50 per cent dels trens de passatgers de la Xina i el 10 per cent dels tractors es produeixen a Changchun. Changchun Railway Vehicles, una de les branques principals de China CNR Corporation, té una empresa conjunta establerta amb Bombardier Transportation per a construir cotxes de metro Movia per al metro de Guangzhou i el metro de Shanghai, així com el metro de Tianjin.
La inversió estrangera directa a la ciutat va ser de 3.680 milions de dòlars el 2012, un 19,6% més que l'any anterior. L'any 2004, Coca-Cola va instal·lar una planta embotelladora a l'ETDZ de la ciutat amb una inversió de 20 milions de dòlars.
Changchun acull anualment la Fira Internacional de l'Automòbil de Changchun, el Festival de Cinema de Changchun, la Fira Agrícola de Changchun, l'Exposició d'Educació i l'Exposició d'Escultura.
CRRC fabrica la majoria dels seus vagons de tren bala a la fàbrica de Changchun. El novembre de 2016, CRCC Changchun va presentar els primers vagons de tren bala del món amb llitera, ampliant així el seu ús per als passatges nocturns per la Xina. Serien capaços de funcionar en entorns de temperatura ultra baixa. Anomenats Panda, els nous trens bala són capaços de circular a 250 km/h, funcionen a −40 graus centígrads, tenen concentradors de Wi-Fi i contenen llits de llit que es pleguen en seients durant el dia.
Altres grans empreses a Changchun són:
- Yatai Group, establert el 1993 i cotitzat a la Borsa de Shanghai des del 1995. S'ha convertit en un important conglomerat implicat en una àmplia gamma d'indústries, com ara promoció immobiliària, la fabricació de ciment, valors mobiliaris, mineria de carbó, la indústria farmacèutica i el comerç.[73]
- Jilin Grain Group, és una empresa pública,[74] la segona processadora de grans a escala internacional.[75][76]

### Zones de desenvolupament

#### Zona de comerç i desenvolupament econòmic automotriu de Changchun

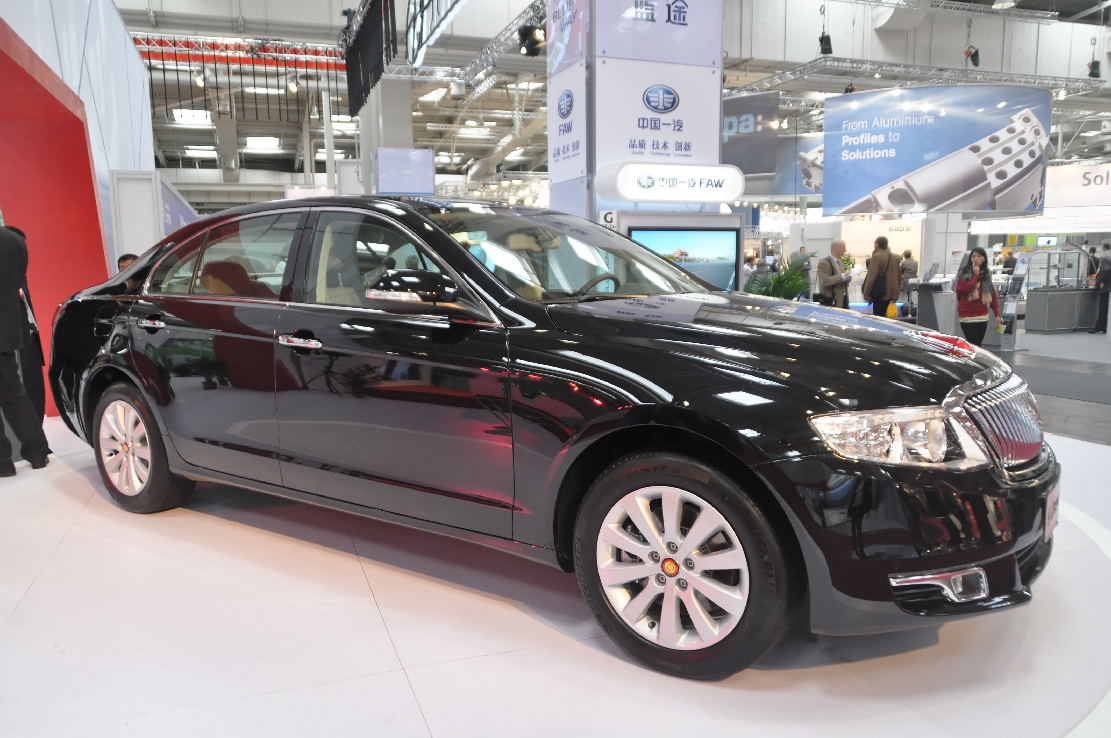
Un Hongqi H7 fabricat per la companyia FAW de Changchun exposat a la Hannover-Messe 2012.

Fundat el 1993, el Changchun Automotive Trade Center va canviar el nom pel de Zona de Desenvolupament i Comerç Econòmic de l'Automòbil de Changchun el 1996. La zona de desenvolupament està situada al sud-oest de la ciutat, al costat de la China First Automobile Works Group Corporation i la Changchun Film ThemeCity, cobrint una superfície total d'aproximadament 300,000 metres quadrats (3,229,173 peus quadrats). A dins hi ha un centre d'exposicions i cinc centres industrials especialment delimitats. El centre de venda a l'engròs d'automòbils de Changchun va començar a operar l'any 1994 i és el centre a l'engròs d'automòbils i recanvis més gran de la Xina. La resta de centres inclouen un centre de revenda de vehicles d'ocasió, un centre especialitzat per a vehicles industrials/comercials i un centre majorista de pneumàtics.

#### Zona de desenvolupament d'alta tecnologia de Changchun
La zona és una de les 27 primeres zones de desenvolupament de tecnologia avançada a nivell estatal i està situada a la part sud de la ciutat, amb una superfície total de 49 km2 (19 sq mi). Hi ha 18 universitats i col·legis a temps complet, 39 institucions de recerca científica a nivell estatal i provincial i 11 laboratoris nacionals clau. La zona se centra principalment en el desenvolupament de cinc indústries principals, a saber, bioenginyeria, enginyeria d'automòbils, fabricació de nous materials, fotoelectricitat i tecnologia de la informació.

#### Zona de desenvolupament econòmic i tecnològic de Changchun
Creada l'abril de 1993, la zona gaudeix de totes les polítiques preferencials estipulades per a les zones de desenvolupament econòmic i tecnològic de les ciutats obertes costaneres. L'àrea total de CETDZ és de 112.72 quilometres quadrats (43.52 milles quadrades), dels quals 30 quilometres quadrats (12 milles quadrades) s'han reservat per al desenvolupament i la utilització. Es troba a 5 quilometres (3 milles) del centre de Changchun, 2 km (1.2 mi) de l'estació de ferrocarril de mercaderies i 15 km (9 mi) de l'aeroport internacional de Changchun. La zona es dedica al desenvolupament de cinc indústries líders: peces i components d'automoció, informació fotoelèctrica, biofarmacèutica, processament fi d'aliments i nous materials de construcció. En particular, els projectes d'alta tecnologia i d'alt valor afegit representen més del 80% de la producció total. El 2006, la inversió total en actius fixos de la zona va pujar a 38.400 milions de RMB. Del total de 1.656 empreses registrades, 179 són finançades per l'estranger. La zona també va presenciar una producció industrial total de 277.000 milions de RMB el 2007.

## Infraestructura
Changchun és una ciutat molt compacta, planificada pels japonesos amb un traçat d'avingudes obertes i places públiques. La ciutat està desenvolupant el seu traçat en un intent a llarg termini per alleujar la pressió sobre el terreny limitat, ajudar al desenvolupament econòmic i absorbir una població en augment. Segons un esborrany de pla fins al 2020, la zona del centre de la ciutat s'ampliarà cap al sud per formar un nou centre de la ciutat al voltant del Changchun World Sculpture Park, la plaça Weixing i els afores, i la nova zona de desenvolupament.

### Ferrocarrils

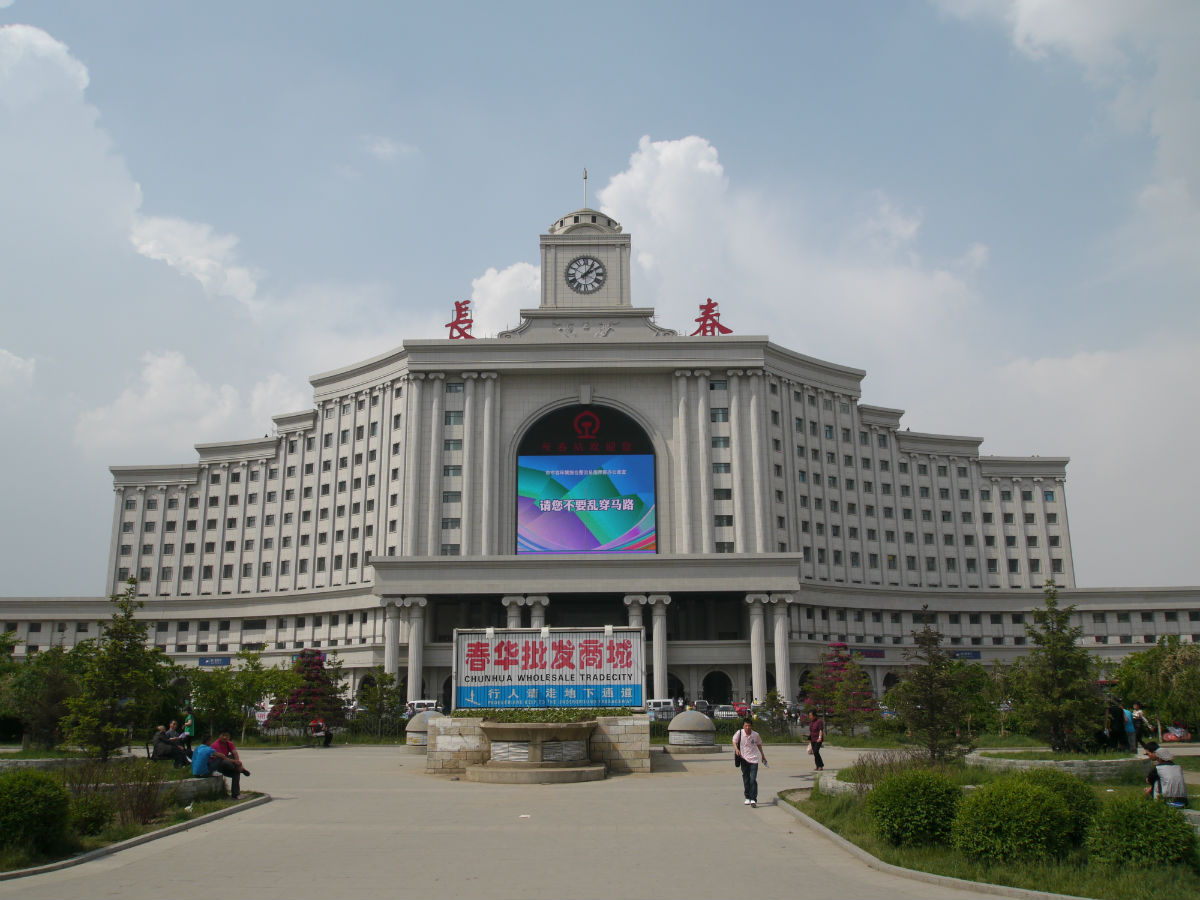
Estació de tren de Changchun.

Changchun té tres estacions de tren de passatgers, la majoria dels trens només paren a l'estació central de Changchun, on hi ha múltiples eixides diàries a altres ciutats del nord-est com ara Jilin, Harbin, Shenyang i Dalian, així com a altres ciutats importants del país com Pequín, Shanghai i Guangzhou. El ferrocarril d'alta velocitat Harbin-Dalian que travessa tres províncies al nord-est de la Xina, té parada a Changchun. La nova estació de ferrocarril de Changchun Oest, situada a l'extrem occidental de l'àrea urbanitzada, és l'estació dels trens d'alta velocitat del ferrocarril d'alta velocitat Harbin-Dalian.

### Transport públic
Changchun Rail Transit és un servei de trànsit ferroviari urbà de Changchun. La primera línia es va obrir el 30 d'octubre de 2002, fent de Changchun la cinquena ciutat metropolitana de la Xina a obrir el trànsit ferroviari.
Fins al novembre de 2018, hi ha 5 línies a Changchun, incloses la línia 1, la línia 2, la línia 3, la línia 4 i la línia 8. El ferrocarril de Changchun cobreix uns 100,17 quilòmetres.
Fins al setembre de 2019, hi ha 4 línies de transport ferroviari de Changchun en construcció, incloses la línia 6 i la línia 9, així com l'extensió oest de la línia 2 i l'extensió est de la línia 3. L'any 2025, la xarxa de línies de trànsit ferroviari de Changchun constarà de 10 línies amb una longitud total de 341,62 quilòmetres.
El setembre de 2019, el volum mitjà diari de passatgers de Changchun Rail Transit va assolir les 680.400 persones, i el volum màxim diari de passatgers de la xarxa de línies va ser de 830.500 persones el 13 de novembre de 2019. El volum total de passatgers estimat el 2019 és d'uns 168 milions de persones.

### Xarxa de carreteres
Changchun està enllaçada amb la xarxa d'autopistes nacionals a través de l'autopista Beijing – Harbin (G1), l'autopista Ulanhot – Changchun – Jilin – Hunchun (G12), l'autopista Changchun – Shenzhen (G25), l'autopista Changchun – Changbaishan (S1) i la secció més concorreguda de la província, la carretera del nord de Changchun-Jilin. És la secció que connecta les ciutats més grans de Jilin i és la línia troncal per a la comunicació social i econòmica de les dos ciutats.
Changchun té un sistema d'autobusos complet: la majoria dels autobusos (i el tramvia) cobren 1 iuan per trajecte. Els automòbils privats s'estan tornant molt habituals als carrers congestionats de la ciutat. Les bicicletes són relativament rares en comparació amb altres ciutats del nord-est de la Xina, però els ciclomotors, així com els pedals, són relativament comuns.

### Aire
L'aeroport internacional de Changchun Longjia es troba a 31.2 quilometres (19.4 milles) al nord-est de l'àrea urbana de Changchun. La construcció de l'aeroport va començar el 1998 i tenia la intenció de substituir l'antic aeroport de Changchun Dafangshen, que es va construir el 1941. L'aeroport es va obrir al servei de passatgers el 27 d'agost de 2005. L'operació de l'aeroport és compartida per Changchun i la propera ciutat de Jilin. L'aeroport ha programat vols a les principals ciutats, com ara Pequín, Xangai, Guangzhou, Shenzhen, Chengdu i 68 ciutats més. També hi ha vols internacionals programats entre Changchun i ciutats d'ultramar com Bangkok, Osaka, Khabarovsk, Singapur, Tòquio i Vladivostok.

## Exèrcit
Changchun és la seu del 16è Grup d'Exèrcits de l'Exèrcit Popular d'Alliberament, un dels quatre exèrcits grupals que integren el Comandament del Teatre del Nord encarregat de defensar les fronteres del nord-est de la Xina amb Rússia, Mongòlia i Corea del Nord.

## Educació

### Universitats
Changchun té 27 institucions regulars d'educació terciària a temps complet amb una matrícula total d'aproximadament 160.000 estudiants. La Universitat de Jilin i la Universitat Normal del Nord-est són dos universitats clau a la Xina. La Universitat de Jilin també és una de les universitats més grans de la Xina, amb més de 60.000 estudiants.
- Universitat Normal de Changchun
- Universitat de Changchun
- Universitat de Ciència i Tecnologia de Changchun
- Universitat de Medicina Xinesa de Changchun.[87]
- Col·legi de les Arts de Jilin
- Jilin Huaqiao Foreign Languages Institute, una universitat privada que ofereix programes d'estudis de grau en llengües estrangeres, gestió del comerç internacional i didàctica.[88]
- Universitat de Jilin
- Universitat de Finances i Economia de Jilin
- Universitat Agrícola de Jilin
- Universitat Normal del Nord-est
- Universitat Normal d'Enginyeria de Jilin
- Institut de Tecnologia de Changchun.[89]

## Esports i estadis

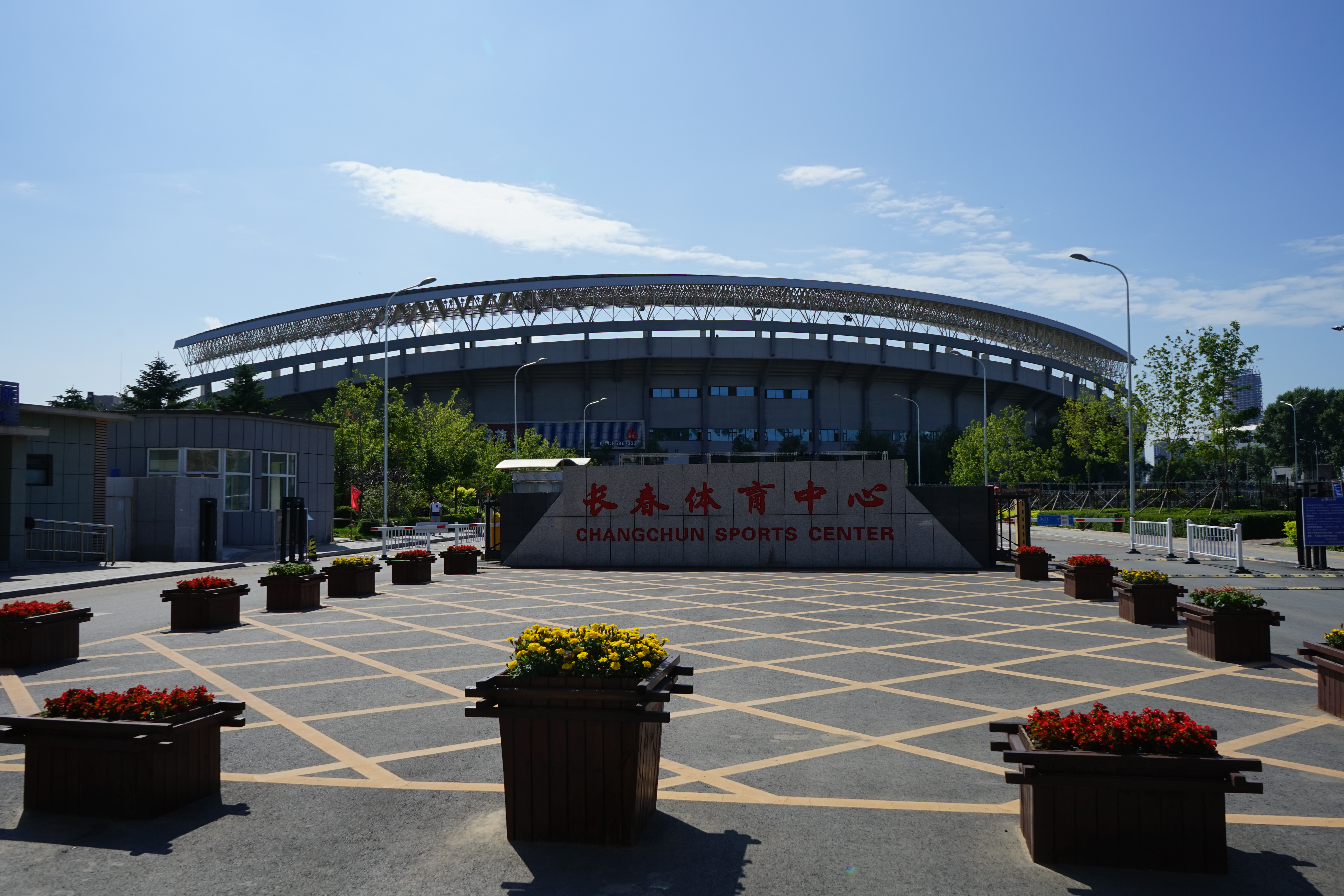
Centre esportiu de Changchun, que inclou l'estadi de Nanling.

Com a ciutat xinesa important, Changchun acull molts equips esportius professionals:
- Jilin Northeast Tigers (bàsquet), és un equip competitiu que ha estat durant molt de temps un dels principals clubs que juguen a la lliga de primer nivell de la Xina, CBA.
- Changchun Yatai, que disputa els partits com a local a l'Estadi de l'àrea de desenvolupament des del 2009.[90] El 2007 van guanyar la Super League.[91]

Hi ha dos grans estadis polivalents a Changchun, que són l'estadi de la ciutat de Changchun i l'estadi de l'àrea de desenvolupament.
- Changchun Wuhuan Gymnasium, la seu principal dels Jocs Asiàtics d'Hivern de 2007.
- Té una pista de patinatge de velocitat coberta, la pista de patinatge de velocitat provincial de Jilin,[92] sent una de les cinc que hi han a la Xina.[93]

Jinlin Tseng Tou és un equip professional d'hoquei sobre gel amb seu a la ciutat i competeix a la Lliga Suprema d'hoquei amb seu a Rússia. Són un dels dos equips amb seu a la Xina que van entrar a la lliga durant la temporada 2017-18, l'altre amb seu a Harbin.

## Cinema
- Changchun Film Group Corporation
- Festival de cinema de Changchun
- Localitzacions de The Farewell

## Clima
Changchun està al mig de l'altiplà del nord-oest de la Xina a 222 m. sobre el nivell del mar, amb un horitzó on treuen el cap alguns petits turons.
Els hiverns són llargs des de novembre a març i són freds i ventosos però secs, a causa de la influència de l'Anticicló de Sibèria, al gener té una mitjana de -15 °C. La primavera i la tardor són de períodes curts amb algunes pluges, però usualment sec i ventós. Els estius són calents i humits, juliol amb 23 °C. La neu és lleu en l'hivern. Les pluges van de juny a agost. L'any té aproximadament 2.600 hores de sol.
El clima és semihumit, amb una mitjana anual de temperatura d'% C. La ciutat està lliure de gel durant 150 dies a l'any. Changchun va ser la seu dels Jocs Asiàtics d'Hivern de 2007.
| Paràmetres climàtics mitjans de Changchun | Paràmetres climàtics mitjans de Changchun | Paràmetres climàtics mitjans de Changchun | Paràmetres climàtics mitjans de Changchun | Paràmetres climàtics mitjans de Changchun | Paràmetres climàtics mitjans de Changchun | Paràmetres climàtics mitjans de Changchun | Paràmetres climàtics mitjans de Changchun | Paràmetres climàtics mitjans de Changchun | Paràmetres climàtics mitjans de Changchun | Paràmetres climàtics mitjans de Changchun | Paràmetres climàtics mitjans de Changchun | Paràmetres climàtics mitjans de Changchun | Paràmetres climàtics mitjans de Changchun |
| Mes                                       | Gen.                                      | Feb.                                      | Mar.                                      | Abr.                                      | Mai.                                      | Jun.                                      | Jul.                                      | Ago.                                      | Set.                                      | Oct.                                      | Nov.                                      | Des.                                      | Anual                                     |
| ----------------------------------------- | ----------------------------------------- | ----------------------------------------- | ----------------------------------------- | ----------------------------------------- | ----------------------------------------- | ----------------------------------------- | ----------------------------------------- | ----------------------------------------- | ----------------------------------------- | ----------------------------------------- | ----------------------------------------- | ----------------------------------------- | ----------------------------------------- |
| Font:                                     |                                           |                                           |                                           |                                           |                                           |                                           |                                           |                                           |                                           |                                           |                                           |                                           |                                           |

## Ciutats agermanades
La ciutat de Changchun és agermanada actualment amb les localitats de:
- Wolfsburg, Alemanya
- Minsk, Belarús
- Ciutat de Quebec, Quebec, Canadà
- Windsor, Ontario, Canadà (des de 1992)
- Ulsan, Corea del Sud (des de 1994)
- Nuuk, Groenlàndia, Dinamarca
- Žilina, Eslovàquia
- Flint, Michigan, Estats Units
- Stonington, Connecticut, Estats Units
- Little Rock, Arkansas, Estats Units
- Sendai, Japó
- Masterton, Nova Zelanda
- Birmingham, Anglaterra, Regne Unit
- Txeliàbinsk, Rússia
- Novossibirsk, Rússia
- Sant Petersburg, Rússia
- Ulan-Udè, Rússia
- Novi Sad, Sèrbia